# Un hombre de acción (película)
Un hombre de acción es una película de drama criminal de 2022 dirigida por Javier Ruiz Caldera a partir de un guion de Patxi Amezcua, protagonizada por Juan José Ballesta junto a Luis Callejo y Miki Esparbé.
Está basada libremente en la vida de Lucio Urtubia. 
Se estrenó en Netflix el 30 de noviembre de 2022.
La trama, que tiene lugar entre la década de 1940 y la de 1980 y se desarrolla principalmente en Francia, se inspira libremente en la vida del anarquista, albañil y ladrón de bancos español afincado en París, Lucio Urtubia, conocido por falsificar cheques de viaje haciendo una estafa a gran escala dirigida al City Bank.

## Reparto
- Juan José Ballesta : Lucio Urtubia[7]
- Miki Esparbé : Quico Sabaté [7]
- Luis Callejo : Asturiano[7]
- Liah O'Prey : Anne[7]
- Alexandre Blazy : Inspector Costello[7]
- Ben Temple : Barrow[7]
- Ana Polvorosa : Satur[7]
- Fred Tatien : Patrick[7]
- Josean Bengoetxea : Germinal[7]
- Jon Olivares: Josep  [7]
- Monica Lamberti : Pequeña Jeanne[7]
- Bastien Ughetto[7]
- Ken Appledorn[7]
- Nubel Feliz Yan : Camarada en prisión[7]
- Tomás Pozzi[7]

## Producción
La película es una producción de Ikiru Films, La Pulga y el Elefante y La Terraza Films.
Sergi Vilanova se hizo cargo de las tareas de fotografía.
Los lugares de rodaje fueron Vigo (Galicia), Cataluña y Francia.

## Estreno
Un hombre de acción se estrenó en Netflix el 30 de noviembre de 2022.   